# Charles Grafton Page
Charles Grafton Page (Salem (Massachusetts), 25 januari 1812 – Washington D.C., 5 mei 1868) was een Amerikaans experimenteel elektrotechnicus. Daarnaast was hij arts, uitvinder, patentbeoordelaar en -jurist en hoogleraar scheikunde.
In tegenstelling tot zijn meer beroemdere tijdgenoten zoals Michael Faraday en Joseph Henry begon Page zijn carrière als natuurfilosoof die innovatief werk ontwikkelde door middel van observatie en experimenten. Page vond een aantal vroege elektrotechnische toestellen uit, waaronder een inductieklos en een primitieve elektromotor.

## Biografie
Page was de zoon van kapitein Jere Lee Page en Lucy Lang Page. Zijn interesse in elektriciteit kwam al voren tijdens zijn kindertijd. Op negenjarige leeftijd klom hij op het dak van zijn ouderlijk huis in een poging om met een kolenschep elektriciteit te vangen in een onweersstorm. Een jaar later had hij een elektriseermachine gebouwd die hij gebruikte om zijn vrienden een schok te geven. Toen hij zestien was ontwikkelde hij een "verplaatsbare elektrofoor", die de basis vormde voor zijn eerste gepubliceerd artikel in de American Journal of Sciences.
In 1832 verkreeg Page een academische graad in de natuurwetenschap aan de Harvard-universiteit. Na een studie medicijnen aan de Harvard Medical School in Boston (1836) vestigde hij zich in zijn geboorteplaats Salem waar hij een kleine dokterspraktijk opende. In een goed uitgerust laboratorium dat hij had opgezet experimenteerde hij met elektriciteit, waarbij hij verschijnselen aantoonde die nog niemand eerder had waargenomen en bouwde hij er geïmproviseerde apparatuur om deze verschijnselen te versterken.
Nadat zijn vader met pensioen ging na een succesvolle carrière als zeekapitein op de Oost-Indische vaart, volgde Page zijn familie toen deze zich hervestigde op het platteland van Virginia, net buiten Washington D.C. In 1844 huwde Page Priscilla Sewall Webster, met wie hij drie zonen en twee dochters grootbracht. (Een zoon overleed als zuigeling)
Na zijn verhuizing naar Noord-Virginia in 1838 zette hij zijn experimentele onderzoek voort en begon een dokterspraktijk die hij enkele jaren aanhield. Vervolgens diende Page als patentbeoordelaar voor de United States Patent Office voor twee periodes: van 1842 tot 1852 en van 1861 tot aan zijn overlijden in 1868. In de tussenliggende periode had hij een eigen zaak waar hij als patentjurist andere uitvinders hielp bij het indienen van octrooien. Ook was hij de oprichter en redacteur van het tijdschrift The American Polytechnic Journal wat slechts kortstondig heeft bestaan.
Daarnaast was Page van 1844 tot 1849 professor scheikunde en farmacie op de geneeskundige afdeling van de The Columbian College (huidig George Washington-universiteit) in Washington D.C. waar hij avondles gaf. In 2006 werd hij opgenomen in de National Inventors Hall of Fame.

## Prestaties
Als student geneeskunde aan Harvard voerde Page in 1836 een experiment uit die de aanwezigheid van elektriciteit aantoonde in een spiraalsgewijs opgewonden geleider. Zijn experiment was een antwoord op een kort schrijven van Joseph Henry, waarin vermeld stond dat hij een heftige schok had ontvangen van een koperen geleider die spiraalsgewijs was aangebracht tussen isolatiemateriaal. Hij kreeg de schok op het moment dat hij de koperen geleider verbrak met de batterij (Henry's ontdekking van zelfinductie).

### Elektrolocomotief

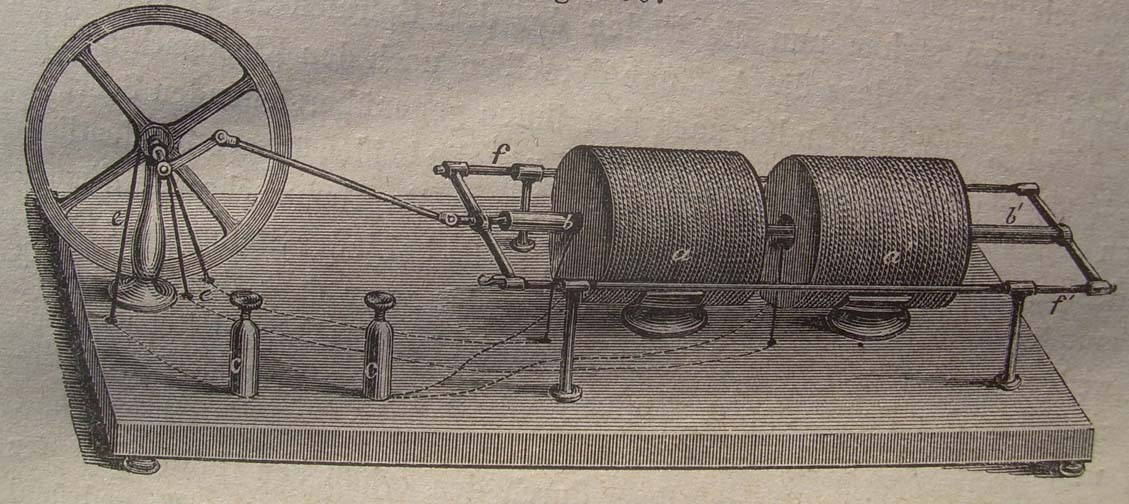
Elektromotor van Page

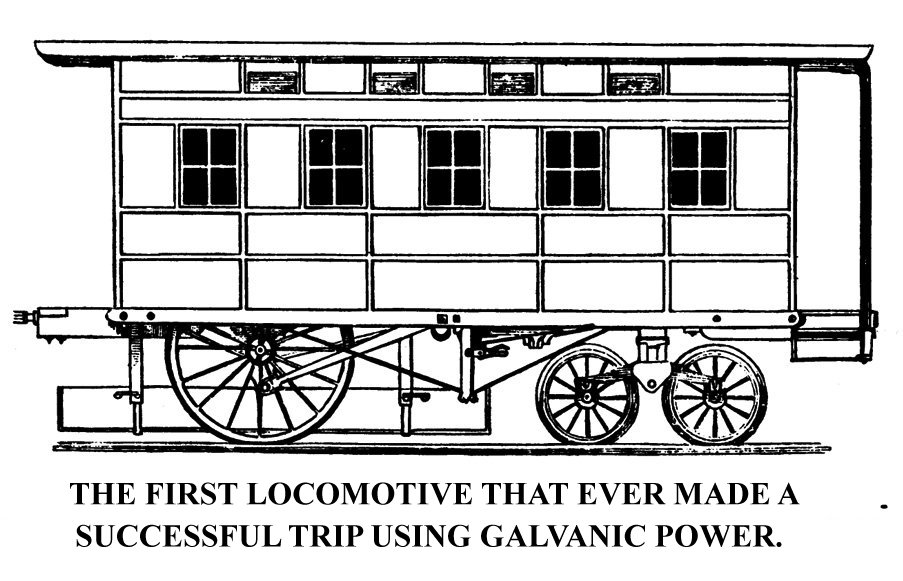
Elektrolocomotief van Charles G. Page, 1851

Page begon in 1850 nabij Washington D.C. met een staatsubsidie van 20.000 dollar met de bouw van twee door elektromotoren aangedreven locomotieven. De 15 kW sterke zuigermotoren bestonden uit twee elektromagneten met daartussen een tuimelanker. Door de magneten afwisselend in- en uit te schakelen maakte het anker een heen- en weergaande beweging. Deze oscillerende beweging werd via een krukas overgebracht op de aandrijving van een drieassige wagon.
Op 29 april 1851 waren zijn treinen gereed om getest te worden op een vijf mijl traject. Maar na 39 minuten, en slechts 1 mijl gereden te hebben, begaven de batterijen het en kwam er een einde aan de testrit. Page was ervan overtuigd dat met extra gelden de problemen opgelost konden worden, echter door politieke problemen kreeg Page dit geld niet en kwam er een vroegtijdig einde aan zijn project.

## Publicaties
- Electricity vs. Steam (1849, samen met Thomas Hart Benton)
- Psychomancy Spirit-Rappins and Table-Tippins exposed (1853)
- History of Induction. The American Claim to the Induction Coil and its Electrostatic Developments (1867)